# Скаршеви (гміна)
Гміна Скаршеви (пол. Gmina Skarszewy) — місько-сільська гміна у північній Польщі. Належить до Староґардського повіту Поморського воєводства.
Станом на 31 грудня 2011 у гміні проживало 14582 особи.

## Територія
Згідно з даними за 2007 рік площа гміни становила 169.79 км², у тому числі:
- орні землі: 66.00%
- ліси: 22.00%

Таким чином, площа гміни становить 12.62% площі повіту.

## Населення
Станом на 31 грудня 2011:
| Опис     | Загалом | Загалом | Чоловіки | Чоловіки | Жінки | Жінки |
| -------- | ------- | ------- | -------- | -------- | ----- | ----- |
| одиниця  | осіб    | %       | осіб     | %        | осіб  | %     |
| все      | 14582   | 100     | 7225     | 49.55    | 7357  | 50.45 |
| міське   | 7156    | 100     | 3464     | 48.41    | 3692  | 51.59 |
| сільське | 7426    | 100     | 3761     | 50.65    | 3665  | 49.35 |

## Сусідні гміни
Гміна Скаршеви межує з такими гмінами: Зблево, Лінево, Нова Карчма, Пшивідз, Стара Кішева, Староґард-Ґданський, Тромбкі-Вельке, Тчев.